# Erin Baker
Erin Baker (Kaiapoi, 23 maggio 1961) è un'ex triatleta neozelandese.

## Carriera
Membro dell'Ordine dell'Impero britannico MBE, si è ritirata dalle competizioni nel 1994. Nel 1995 è stata inserita nella lista Hall of Fame dello sport in Nuova Zelanda.

## Titoli
- Campionessa del mondo di triathlon (Élite) - 1989
- Ironman Hawaii - 1987, 1990
- Campionessa del mondo di triathlon Long Distance (Élite) - 1985, 1988
- Campionessa del mondo di duathlon (Élite) - 1991
- Powerman Zofingen - 1992, 1994
- Ironman
  - Ironman Australia - 1985
  - Ironman Canada - 1990, 1991
  - Ironman France - 1985, 1986, 1988
  - Ironman New Zealand - 1986, 1987, 1990, 1994